# Шарль Тондро (стадіон)
«Стад Шарль Тондро» (фр. «Stade Charles Tondreau»)  — багатофункціональний стадіон у місті Монс, Бельгія, домашня арена ФК «К'юві-Монс».
Стадіон відкритий 1910 року місткістю 8 000 глядачів як домашня арена ФК «Монс». З часу відкриття арена неодноразово перебудовувалася. Під час реконструкції 2015 року стадіон було розширено, а місця на трибунах поділено на категорії. Нині арена є сучасним багатофункціональним стадіоном з критими трибунами місткістю 12 662 глядачі та з полем із натуральним газоном. Стадіон обладнаний сучасним відеоекраном та контрольним пунктом.
Назва стадіону походить від фонду Шарля Тондро, який займається організацією та популяризацією відомого у Монсі Міжнародного військово-музичного фестивалю «Мюзік Мілітер де Монс», який традиційно проходить на арені.
З 2015 року, після банкрутства та розформування «Монса», на стадіоні домашні матчі приймає новостворений ФК «К'юві-Монс».